# Esquerda Unida
Esquerda Unida (EU) es la federación gallega de Izquierda Unida. Posee al menos 15 concejales que se presentaron bajo sus siglas, pero el número es mayor, ya que hay que sumarles los concejales elegidos en distintas candidaturas ciudadanas de confluencia, por las que Esquerda Unida y sus militantes apostaron en las municipales de 2015.
En la actualidad cuenta con 1400 militantes.

## Historia

### Fundación
Se formó en 1986, al calor de las movilizaciones contra la permanencia de España en la OTAN, como coalición electoral formada por el Partido Comunista de Galicia (PCG, rama gallega del PCE), las federaciones gallegas del Partido de Acción Socialista y de Izquierda Republicana (Esquerda Republicana Galega), Partido Comunista do Povo Galego (PCPG, rama gallega del Partido Comunista de los Pueblos de España) e independientes. En 1989 se transformó en un movimiento político y social. Su primer Coordinador General fue Anxo Guerreiro, secretario general del PCG.
En 1995 se produjo la incorporación de parte del antiguo PSG-EG, con quienes habían formado coalición en las elecciones generales y autonómicas de 1993, en los que fueron los mejores resultados de la historia de Esquerda Unida, aunque en ninguno de los casos consiguieron representación. Ese año, también consiguió sus mejores resultados electorales en las elecciones municipales, llegando a obtener tres concejales en Lugo y Ferrol.

### Ruptura interna
El 25 de mayo de 1997, el consejo nacional de la formación, encabezado por el coordinador general, Anxo Guerreiro (apoyado a nivel nacional por el Partido Democrático de la Nueva Izquierda), contra la decisión adoptada en la conferencia nacional, decidió coaligarse con el PSdG en las elecciones autonómicas.
Una parte de la organización, encabezada por el concejal lugués Carlos Dafonte y por el secretario general del PCG Manuel Peña-Rey celebraron una asamblea en la que decidieron mantener la relación con Izquierda Unida a nivel federal y concurrir a las elecciones autonómicas como Izquierda Unida (la junta electoral impidió el uso del nombre Esquerda Unida), eligiendo a Manuel Peña-Rey como candidato a presidente de la Junta, creándose una gestora que en 1998 eligió a Peña-Rey como coordinador.
Posteriormente, el grupo encabezado por Anxo Guerreiro se transformó en Esquerda de Galicia y los tribunales le concedieron finalmente a la federación gallega de IU el uso del nombre Esquerda Unida. Hoy en día, Esquerda de Galicia ya no existe y se ha producido la reintegración de muchos miembros de dicha organización en EU. 
En la Asamblea Nacional de 2000 fue elegido coordinador general Carlos Dafonte, secretario general del PCG, que dimitió en julio de 2002, tras no conseguir la reelección como líder del PCG. En la Asamblea Nacional de la organización en 2003, fue elegida coordinadora nacional de EU la coordinadora comarcal en Ferrolterra Yolanda Díaz, quien recientemente había sido expulsada por PSOE y BNG del gobierno de Mugardos, en la que era concejala.
En las elecciones generales de 2004 obtuvo 31.908 votos (1,74%), siendo la cuarta fuerza política de Galicia, aunque a una gran distancia del tercero, el Bloque Nacionalista Galego. Poco después, presentó también su dimisión, forzada por la falta de apoyo de quienes la acompañaron en su candidatura, y se hizo cargo de la organización una comisión gestora, encargada de llevar la organización a una nueva asamblea de coyuntura que tuvo lugar en 2005 y en el que fue elegida coordinadora nacional la concejal ferrolana Yolanda Díaz.

### Yolanda Díaz
En las elecciones autonómicas de 2005 la candidatura encabezada por Yolanda Díaz consiguió unos 12.000 votos (0,8%), siendo la cuarta fuerza política de Galicia. En las elecciones municipales de 2007, EU-IU obtuvo 22.592 votos (1,47%) y 14 concejales (una mejora frente al 1,17% y los once concejales conseguidos en 2003), con buenos resultados en Ferrol (donde la lista encabezada por la coordinadora general obtuvo cuatro concejales) y Villagarcía de Arosa, con tres. En la primera localidad accedieron inicialmente al equipo de gobierno municipal, presidido por el socialista Vicente Luis Irisarri Castro, si bien la coalición se rompió en octubre de 2008.
En las elecciones generales de 2008 obtuvo, según resultados provisionales, 24.544 votos (1,42%), manteniendo su cuarta plaza. En las elecciones autonómicas de 2009, aunque siguió su trayectoria ascendente respecto a anteriores comicios autonómicos (16.441 votos, 0,99%), quedó relegada al sexto puesto. En las elecciones europeas de dicho año, sus resultados fueron similares (14.956 votos, 1,32% de los votos a candidaturas).

### Refundando a Esquerda
El 5 de junio de 2010 se celebró un acto de Refundando la Izquierda en el Teatro Principal de Santiago de Compostela. Aquel acto contó con las intervenciones de Frente Popular Galega (FPG), la Central Unitaria de Traballadores/as (CUT), CCOO, STEG, Marcha Mundial das Mulleres, Sinerxia y otras personas a título individual. Se están celebrando foros locales de refundación en lugares como la comarca de Ferrolterra, Vigo, La Coruña y otras localidades.
En las elecciones municipales del 22 de marzo de 2011, obtuvo los mejores resultados desde 1993, obteniendo 30.188 votos, un 1,91% del total y 14 concejales, de los cuales 11 fueron en la provincia de La Coruña y 3 en la de Pontevedra. Por ciudades, 2 en Ferrol y 1 en La Coruña, quedándose a muy pocos votos de obtener un concejal en Vigo. Ese año, en las elecciones generales también obtuvo sus mejores resultados desde 1993, obteniendo el 4,12% de los votos y el apoyo de 67 182 electores. El 31 de enero de 2012, se supo que no habían sido contabilizados 49 votos en una mesa en Lugo, en donde votaban históricos militantes de EU y el PCG. Este hecho, que ya había ocurrido otras veces, todavía no ha sido aclarado.
El 14 de julio de 2012 se constituyó en Santiago de Compostela Anova-Irmandade Nacionalista, formación en la cual participan Encontro Irmandiño, Frente Popular Galega y Movemento pola Base. También se anunció que se trabajaría para incorporar a Esquerda Unida (EU) al proyecto. Por su parte, desde EU se llamó a construir una "Syriza galega", un frente de fuerzas anticapitalistas gallegas, anunciando que habría reuniones con Anova, FPG y Ecosocialistas da Galiza. El agosto de 2012, Esquerda Unida y la FPG acordaron trabajar conjuntamente para avanzar en la construcción de este proyecto más amplio, con las coordinadas puestas en la izquierda y en la autodeterminación de Galicia.
Tras el anuncio del adelanto de las elecciones autonómicas, Anova manifestó oficialmente su voluntad de conformar una amplia coalición de izquierdas que incluyese a Esquerda Unida, y el 4 de septiembre, el Consello Político de Esquerda Unida aceptó la propuesta. Igualmente anunció su intención de sumarse a la propuesta la coalición Equo.
Finalmente, la coalición se registró con el nombre de Alternativa Galega de Esquerda, dejando abierta la puerta a la incorporación de otras formaciones que suscribiesen el programa soberanista y anticapitalista, algo que hizo EQUO Galicia. Las bases de Compromiso por Galicia habían decidido sumarse a la coalición pero finalmente no hubo acuerdo, si bien la organización Espazo Ecosocialista salió de CxG para sumarse al proyecto anticapitalista.
En las elecciones al Parlamento de Galicia del 21 de octubre de 2012, la coalición cosechó un importante éxito, logrando un 13,99% de los votos y nueve parlamentarios, siendo la tercera fuerza política en Galicia, por encima del BNG. De los nueve escaños logrados, cinco pertenecieron a Esquerda Unida.

### En Marea
En las elecciones generales de 2015 se presenta junto con otras fuerzas en En Marea (como coalición electoral), obteniendo 408.370 votos (25,04%) y seis diputados. También obtienen dos senadores.
En las elecciones generales de 2016 se repite la coalición, obteniendo 344.143 votos (22,18%) y cinco diputados. También consiguen una senadora. Esta y una diputada forman parte de Esquerda Unida.
En las elecciones autonómicas de 2016 se presenta integrada dentro de En Marea (como partido instrumental). En Marea obtiene 271.029 votos (el 19.06% de los votos) y 14 diputados, siendo la segunda fuerza política gallega. De los 14 escaños, tres pertenecen a candidatos apoyados por EU (una militante y dos independientes).

### Eva Solla
El 3 de junio de 2017, Eva Solla es elegida coordinadora nacional de Esquerda Unida durante la a XII Aseblea Nacional de EU con el 100% de los votos emitidos.

## Resultados electorales
| Elecciones al Congreso de los Diputados Resultados de Izquierda Unida en Galicia | Elecciones al Congreso de los Diputados Resultados de Izquierda Unida en Galicia | Elecciones al Congreso de los Diputados Resultados de Izquierda Unida en Galicia | Elecciones al Congreso de los Diputados Resultados de Izquierda Unida en Galicia | Elecciones al Congreso de los Diputados Resultados de Izquierda Unida en Galicia |
| Elecciones                                                                       | Denominación                                                                     | Votos                                                                            | Porcentaje                                                                       | Escaños                                                                          |
| -------------------------------------------------------------------------------- | -------------------------------------------------------------------------------- | -------------------------------------------------------------------------------- | -------------------------------------------------------------------------------- | -------------------------------------------------------------------------------- |
| Elecciones generales de 1986                                                     | Plataforma Galeguista e de Esquerda Unida                                        | 14.614                                                                           | 1,14%                                                                            | 0                                                                                |
| Elecciones generales de 1989                                                     | Esquerda Unida                                                                   | 43.645                                                                           | 3,28%                                                                            | 0                                                                                |
| Elecciones generales de 1993                                                     | Esquerda Unida - Unidade Galega                                                  | 74.605                                                                           | 4,71%                                                                            | 0                                                                                |
| Elecciones generales de 1996                                                     | Esquerda Unida - Esquerda Galega                                                 | 62.253                                                                           | 3,63%                                                                            | 0                                                                                |
| Elecciones generales de 2000                                                     | Esquerda Unida - Izquierda Unida                                                 | 21.127                                                                           | 1,28%                                                                            | 0                                                                                |
| Elecciones generales de 2004                                                     | Esquerda Unida - Izquierda Unida                                                 | 31.908                                                                           | 1,74%                                                                            | 0                                                                                |
| Elecciones generales de 2008                                                     | Esquerda Unida - Izquierda Unida - Alternativa                                   | 25.308                                                                           | 1,37%                                                                            | 0                                                                                |
| Elecciones generales de 2011                                                     | Esquerda Unida - Os Verdes                                                       | 67.182                                                                           | 4,12%                                                                            | 0                                                                                |
| Elecciones generales de 2015                                                     | En Mareaa                                                                        | 408.370                                                                          | 25,04%                                                                           | 1 (de 6)                                                                         |
| Elecciones generales de 2016                                                     | En Mareaa                                                                        | 344.143                                                                          | 22,18%                                                                           | 1 (de 5)                                                                         |
| Elecciones generales de abril de 2019                                            | Galicia en Comúna                                                                | 236.476                                                                          | 14,49%                                                                           | 1 (de 2)                                                                         |
| Elecciones generales de noviembre de 2019                                        | Galicia en Comúna                                                                | 188.232                                                                          | 12,79%                                                                           | 1 (de 2)                                                                         |
| Elecciones generales de 2023                                                     | Sumarb                                                                           | 178.691                                                                          | 9,48%                                                                            | 0 (de 2)                                                                         |

| Elecciones al Parlamento de Galicia Resultados de Esquerda Unida | Elecciones al Parlamento de Galicia Resultados de Esquerda Unida | Elecciones al Parlamento de Galicia Resultados de Esquerda Unida | Elecciones al Parlamento de Galicia Resultados de Esquerda Unida | Elecciones al Parlamento de Galicia Resultados de Esquerda Unida | Elecciones al Parlamento de Galicia Resultados de Esquerda Unida |
| Elecciones                                                       | Denominación                                                     | Candidato                                                        | Votos                                                            | Porcentaje                                                       | Escaños                                                          |
| ---------------------------------------------------------------- | ---------------------------------------------------------------- | ---------------------------------------------------------------- | ---------------------------------------------------------------- | ---------------------------------------------------------------- | ---------------------------------------------------------------- |
| Elecciones autonómicas de 1989                                   | Esquerda Unida (EU-IU)                                           | Anxo Guerreiro                                                   | 19.774                                                           | 1,49%                                                            | 0                                                                |
| Elecciones autonómicas de 1993                                   | Esquerda Unida - Unidade Galega                                  | Camilo Nogueira Román                                            | 44.902                                                           | 3,09%                                                            | 0                                                                |
| Elecciones autonómicas de 1997                                   | Izquierda Unidaa                                                 | Manuel Peña-Rey                                                  | 13.964                                                           | 0,88%                                                            | 0                                                                |
| Elecciones autonómicas de 2001                                   | Esquerda Unida - Izquierda Unida                                 | Carlos Dafonte                                                   | 10.431                                                           | 0,68%                                                            | 0                                                                |
| Elecciones autonómicas de 2005                                   | Esquerda Unida - Izquierda Unida                                 | Yolanda Díaz                                                     | 12.418                                                           | 0,74%                                                            | 0                                                                |
| Elecciones autonómicas de 2009                                   | Esquerda Unida - Izquierda Unida                                 | Yolanda Díaz                                                     | 16.441                                                           | 0,99%                                                            | 0                                                                |
| Elecciones autonómicas de 2012                                   | Alternativa Galega de Esquerdab                                  | Xosé Manuel Beiras                                               | 200.101                                                          | 13,99%                                                           | 5 (de 9)                                                         |
| Elecciones autonómicas de 2016                                   | En Mareac                                                        | Luis Villares                                                    | 271.029                                                          | 19,06%                                                           | 1 (de 14)                                                        |
| Elecciones autonómicas de 2020                                   | Galicia en Comúnc                                                | Antón Gómez-Reino                                                | 51.360                                                           | 3,94%                                                            | 0                                                                |
| Elecciones autonómicas de 2024                                   | Sumar Galiciad                                                   | Marta Lois                                                       | 28.171                                                           | 1,90%                                                            | 0                                                                |

## Coordinadores generales
- 1986-1997: Anxo Guerreiro
- 1998-2000: Manuel Peña-Rey
- 2000-2002: Carlos Dafonte
- 2003-2004: Pilar Díaz
- 2004-2005: Comisión gestora
- 2005-2017: Yolanda Díaz
- 2017- actualidad: Eva Solla